# Dieter Freese
Dieter Freese (* 14. August 1939 in Dreschvitz) ist ein deutscher Raubmörder und Geldschrankknacker, der wegen seiner Fluchten in den Jahren 1962 und 1989 für großes Aufsehen in der Presse sorgte.

## Die Fluchten
Bei einem Raubüberfall zusammen mit vier Komplizen erschoss Freese am 14. Februar 1962 den Filialleiter der Sparkasse in Winningen an der Mosel. Nach der Tat begaben sich die Bandenmitglieder getrennt auf die Flucht.
Freese suchte Ende Februar in der Umgebung des Siebengebirges Unterschlupf, zunächst in einem leerstehenden Wochenendhaus in Hövel bei Aegidienberg und später in den Königswinterer Ofenkaulen. Am 1. März versuchte ein Polizeibeamter, den Flüchtigen dort zu stellen. Freese gelang es jedoch, den Polizisten zu entwaffnen und zu fliehen. Mit der entwendeten Dienstwaffe Walther PPK erschoss er den Diensthund, der ihm nachhetzte.
Freese flüchtete weiter. Am 9. März fanden ihn zwei Polizisten nahe der tschechoslowakischen Grenze bei Freyung. Freese lag völlig erschöpft und schlafend in einem Waldstück.
Im Oktober 1963 wurde er zu zweimal lebenslanger Freiheitsstrafe verurteilt. Die Geschichte Dieter Freeses war das Vorbild für die Folge Nr. 21 der NDR-Krimiserie Stahlnetz unter dem Titel Der fünfte Mann, die erstmals am 23. August 1966 ausgestrahlt wurde.
Am 1. Februar 1989 gelang Freese die Flucht aus der Justizvollzugsanstalt Diez, womit er erneut in die Schlagzeilen kam. Schließlich fand  ein Bahnpolizist mit Schäferhund zwölf Tage später den schlafenden Freese in einem Schafstall bei Boppard. Im Jahr 1992 gelang dem Verbrecher abermals die Flucht, wobei er erst zwei Monate später entdeckt wurde.
Am 27. September 1993 wurde Freese nach 30 Jahren Haft aus der Justizvollzugsanstalt Diez entlassen und in ein Betreuungsheim für ehemalige Langzeithäftlinge im Landkreis Euskirchen überstellt. Von dort setzte er sich ab. Recherchen der Rhein-Zeitung im Jahr 2012 ergaben, dass Freeses weiterer Verbleib nicht geklärt ist. Zuvor hatten Medien berichtet, Freese sei tot aufgefunden worden.